# Domitille
Domitille est un prénom féminin. Il vient du latin et signifie « maîtresse de la maison ». Elle représente la déesse de la Maison dans la Rome antique.
Domitille vient de domus en latin signifiant « la maison ».

## Étymologie
Il a pour origine la Rome antique.

## Personnes portant ce prénom
- Sainte Flavie Domitille faisait partie de la dynastie des Flaviens. Sa fête se souhaite en France le 7 mai.
- Domitille de Pressensé, auteure et illustratrice française d'albums pour la jeunesse, née en 1952.